# Vizita papei Francisc în România

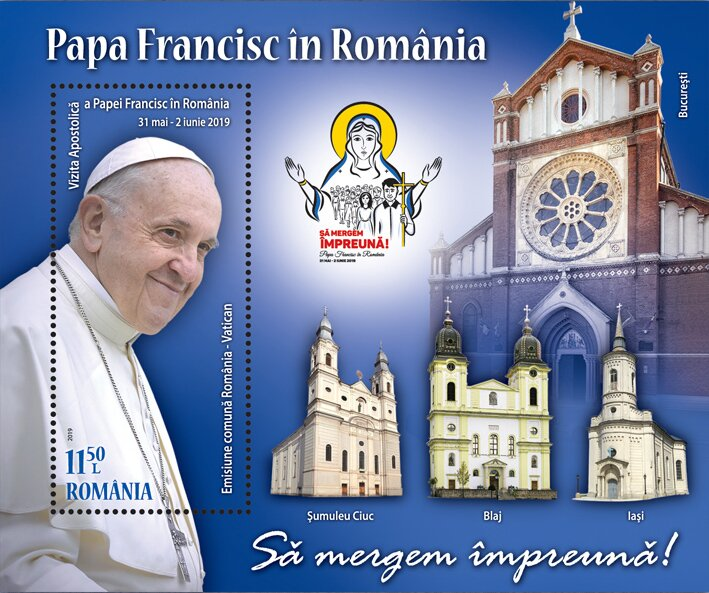
Timbru ce marchează vizita papei Francisc în România, 2019

Vizita papei Francisc în România a avut loc în intervalul 31 mai – 2 iunie 2019. În cursul vizitei papa Francisc a prezidat slujba de beatificare a celor șapte episcopi greco-catolici morți în închisorile comuniste.
Papa Francisc a avut întâlniri cu președintele Klaus Iohannis, premierul Viorica Dăncilă și Patriarhul Daniel. Din București s-a deplasat la Iași, Șumuleu Ciuc și Blaj. Zborul de plecare din România a fost efectuat de pe Aeroportul Internațional Sibiu.

## Vizita la Palatul Cotroceni
Papa Francisc a aterizat la Aeroportul Henri Coandă (București) pe 31 mai, la ora 11:30. Suveranul Pontif a fost întâmpinat la aeroport de nunțiul apostolic la București, Miguel Maury Buendía, de ambasadorul României pe lângă Sfântul Scaun, Liviu-Petru Zăpârțan, de președintele Conferinței Episcopale din România, arhiepiscopul Ioan Robu, împreună cu alți membri ai episcopatului, precum și de președintele României, Klaus Iohannis, de soția acestuia și de doi copii.
Papa Francisc a mers cu papamobilul la Palatul Cotroceni, sediul Administrației Prezidențiale, unde a avut loc ceremonia oficială de bun-venit și a avut două întâlniri private cu președintele României și cu premierul Viorica Dăncilă.  În deschiderea ceremoniei, Sfântul Părinte a susținut un discurs în care a vorbit despre emigrație, a salutat libertatea religioasă și a condamnat ororile regimului comunist.
„Trebuie să recunoaștem totodată că transformările generate de deschiderea spre o nouă eră au atras cu sine – odată cu beneficiile – și apariția unor inevitabile hopuri de depășit și a unor consecințe nu întotdeauna ușor de rezolvat pentru a păstra stabilitatea socială și pentru buna administrație a teritoriului. Mă refer în primul rând la fenomenul emigrației care a angrenat mai multe milioane de persoane care și-au lăsat casa și patria pentru a căuta noi oportunități de lucru și de viață demnă. Mă gândesc la depopularea atâtor sate care, în câțiva ani, s-au văzut părăsite de o parte considerabilă a locuitorilor lor; îmi închipui consecințele pe care toate aceste fenomene le pot avea asupra calității vieții, în acele locuri, și la slăbirea forțelor celor mai bogate și mai profunde rădăcini culturale și spirituale ale voastre care v-au întărit la vreme de grea încercare. Aduc un omagiu sacrificiului atâtor fii și fiice ai României care, prin cultura lor, prin patrimoniul valorilor și muncii lor, îmbogățesc țările în care au emigrat, iar prin roadele efortului lor își ajută familiile rămase în patrie. Gândul la frații și surorile aflate în străinătate este un act de patriotism, este un act de fraternitate, este un act de dreptate. Continuați să faceți aceasta” a spus Papa Francisc în discursul său.
La finalul discursului sau, Suveranul Pontif a binecuvântat România, a urat prosperitate și belșug țării noastre și a invocat belșugul de binecuvântări divine și protecția Maicii Domnului: „Domnule Președinte, dorind României prosperitate și pace, invoc asupra Dumneavoastră, asupra familiei Dumneavoastră, asupra tuturor celor prezenți și asupra tuturor locuitorilor acestei țări belșugul binecuvântărilor divine și protecția Sfintei Maici a lui Dumnezeu.Dumnezeu să binecuvânteze România!” a spus Papa Francisc.
La rândul său, Președintele Klaus Iohannis a avut un discurs prin care a subliniat faptul că „România și-a regăsit destinul în familia Europei unite”. 
„La finalul vizitei sale în România, Sfântul Ioan Paul al II-lea ne-a lăsat la 9 mai 1999 un puternic mesaj de încredere în viitorul țării noastre, în vocația sa europeană, în rolul civilizației noastre de punte între Occident și Orient. Astăzi vă pot mărturisi că mesajul primit atunci a rodit, iar România și-a regăsit destinul în familia Europei unite. În urmă cu mai puțin de o săptămână acest destin european a fost reconfirmat cu forță de românii din țară și de cei din străinătate. Diplomația pontificală continuă să reprezinte un factor pacificator și de echilibru în abordarea problemelor de pe agenda globală. În fața provocărilor contemporane cetățenii României privesc vizita Sanctității Voastre ca pe o nouă încurajare de a se implini prin înfăptuirea binelui comun, de a contribui la o societate a dreptății și la o lume a iubirii dintre oameni” a spus Klaus Iohannis.
Cu ocazia vizitei la Palatul Cotroceni, Papa Francisc i-a dăruit președintelui României Medalia Călătoriei Apostolice.

## Întâlnirea cu patriarhul Daniel

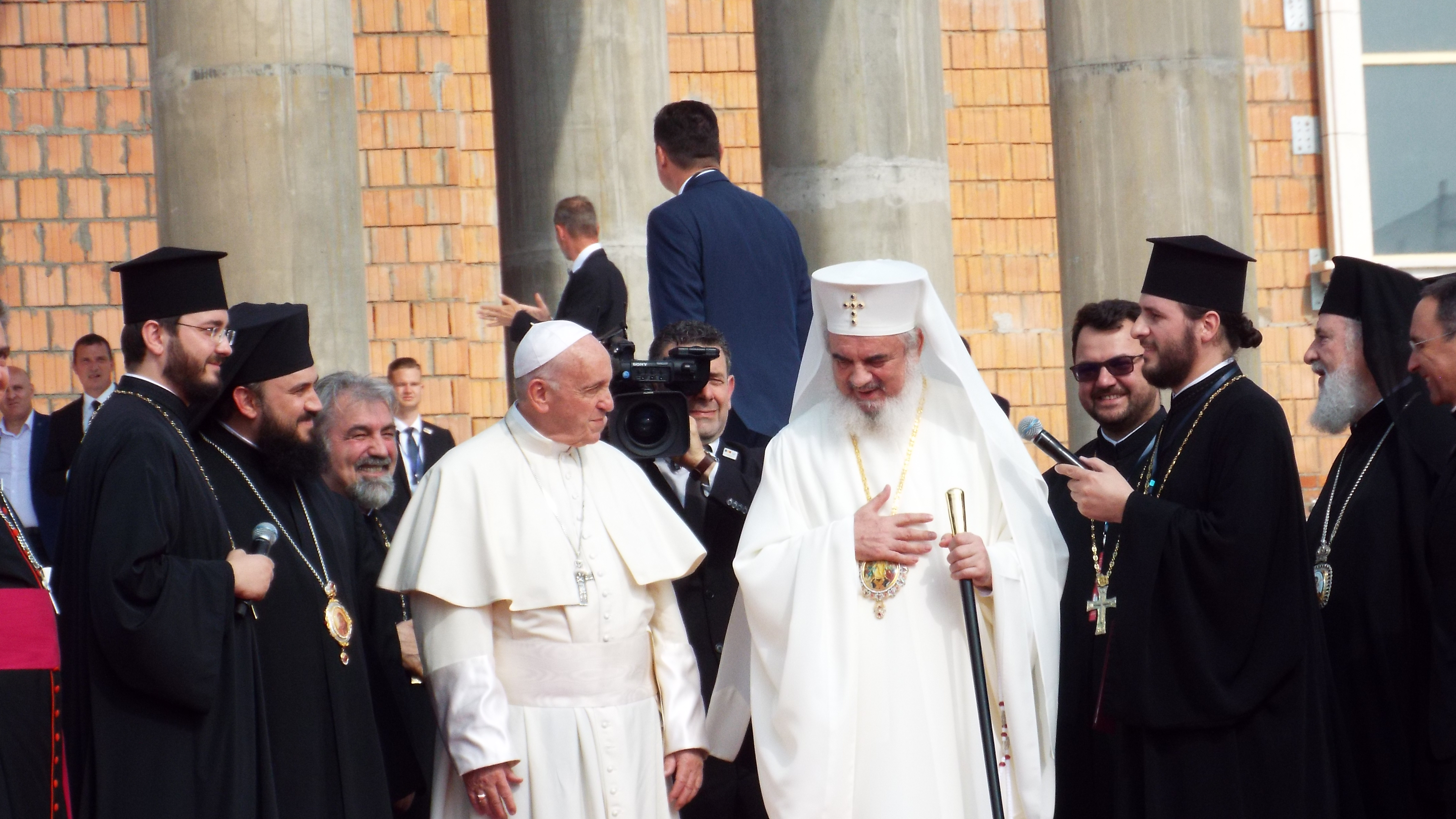
Papa Francisc și patriarhul Daniel la ieșirea din Catedrala Mântuirii Neamului

Tot în ziua de 31 mai 2019 papa Francisc s-a întâlnit cu patriarhul Daniel și cu membrii Sinodului Permanent al Bisericii Ortodoxe Române. Întâlnirea a avut loc la Palatul Patriarhiei. 
Patriarhul Daniel a făcut referire la întâlnirea dintre patriarhul Teoctist și papa Ioan Paul al II-lea: „Predecesorii noștri ne cheamă astăzi și pe noi să apărăm și să promovăm credința în Hristos și valorile creștine, într-o Europă foarte secularizată, pentru a transmite tinerei generații credința în iubirea milostivă a lui Hristos pentru lume și credința în viața eternă a persoanei umane.”
Papa Francisc a caracterizat vizita papei Ioan Paul al II-lea în România drept „un dar pascal, un eveniment care a contribuit nu doar la reînflorirea relațiilor dintre ortodocși și catolici în România, ci și la dialogul dintre catolici și ortodocși în general”. Papa Francisc i-a dăruit patriarhului Daniel o carte (Codex Pauli) și o medalie jubiliară, iar patriarhul Daniel i-a oferit papei două medalii, o reprezentare în sticlă a Palatului Patriarhal și mai multe cărți.

## Întâlnirea cu credincioșii la Catedrala Mântuirii Neamului
Întâlnirea de la Patriarhie a fost urmată de o vizită la Catedrala Mântuirii Neamului. Papa Francisc a fost întâmpinat de mii de credincioși care și-au dorit să îl vadă și să îl asculte. A fost primit cu pâine și flori, iar Patriarhul Daniel i-a oferit o icoană cu Sfântul Andrei, ocrotitorul romanilor.
„Vin ca un frate, fiindcă iubirea care ne apropie e mai puternică decât istoria care ne-a îndepărtat” a spus Suveranul Pontif când a intrat în Catedrala Mântuirii Neamului.
Suveranul Pontif a inițiat și condus o rugăciune în comun la care au participat toți credincioșii prezenți. La finalul vizitei, Papa a coborât treptele Catedralei și s-a oprit să dea unui copil binecuvântarea. 

## Liturghia de la Catedrala Catolică Sfântul Iosif
Pe 31 mai, la ora 18:00, papa Francisc a ajuns la Catedrala Sfântul Iosif din București pentru a oficia liturghia. Mii de oameni l-au așteptat pe traseu, cu steaguri și flori. Înainte de intrarea în catedrală, Suveranul Pontif a coborât din papamobil și a salutat mulțimea care l-a aplaudat minute în șir.
Papa Francisc a rostit omilia în cadrul Sfintei Liturghii.
Liturghia s-a încheiat cu un cuvânt de salut rostit de arhiepiscopul Ioan Robu, care l-a rugat pe papa Francisc să binecuvânteze România: „Binecuvântați patria noastră, poporul nostru, pentru ca, întăriți în credință, înrădăcinați în dragoste și însuflețiți de speranță, să putem merge împreună pe drumul istoriei, căutând binele comun, fraternitatea, pacea și buna înțelegere. Vă mulțumim din toată inima!”

## Liturghia oficiată la Șumuleu Ciuc

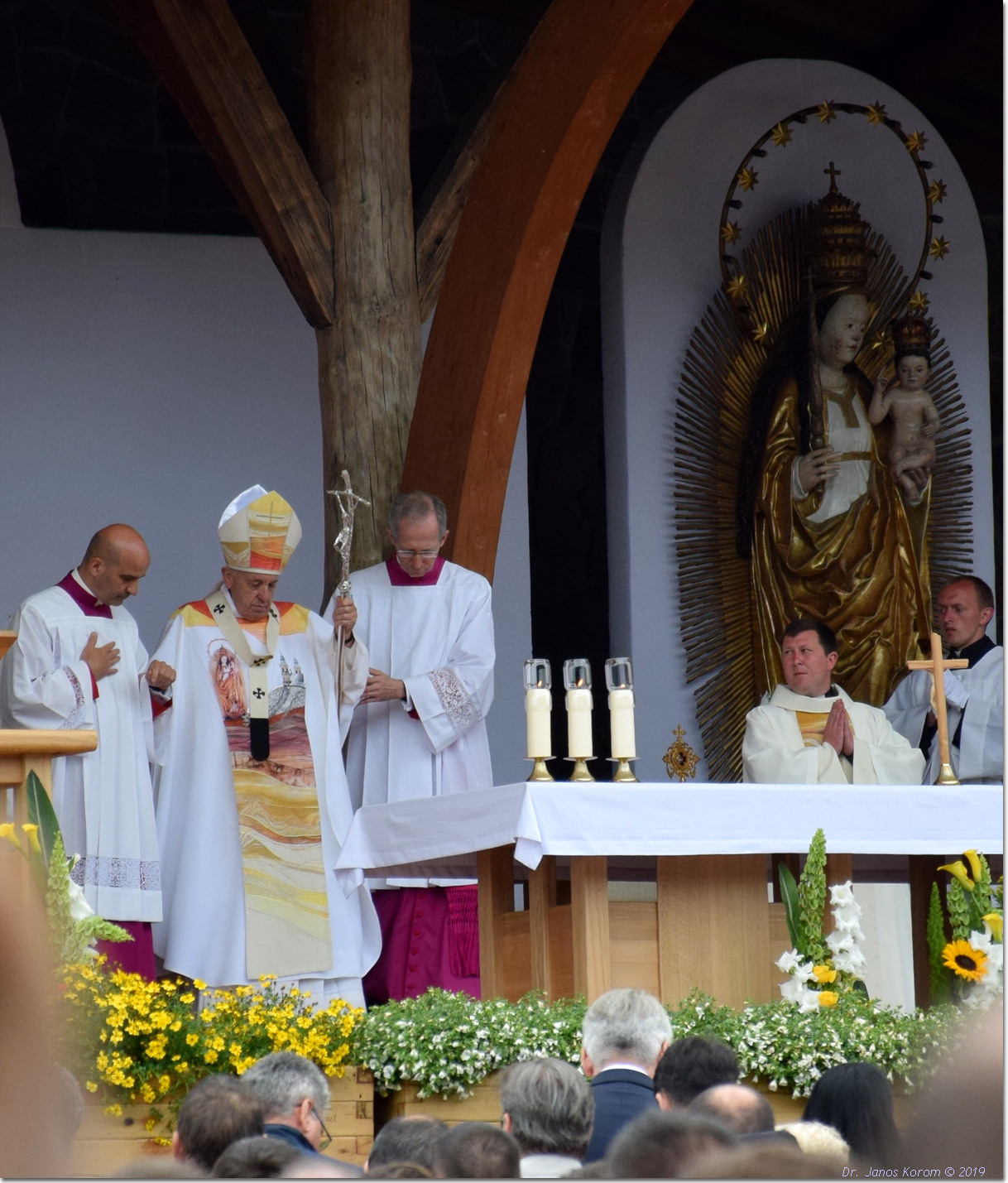
Papa Francisc la Șumuleu Ciuc

Pe 1 iunie, în cea de-a doua zi a vizitei sale în România, a mers la Sanctuarul marian de la Șumuleu Ciuc, în județul Harghita, unde a oficiat liturghia. În predica sa a evocat pelerinajul anual de Rusalii de la Șumuleu Ciuc, care este un simbol al dialogului și fraternității.
Papa Francisc a dăruit Trandafirul de aur Sanctuarului. Trandafirul de aur, simbol al Învierii Domnului, este o distincție din aur oferită de Suveranii Pontifi încă din secolul a XI-lea unor personalități sau locuri de pelerinaj drept recunoaștere a serviciilor aduse Bisericii. Papa Francisc a așezat trandafirul la picioarele statuii făcătoare de minuni a Fecioarei Maria. Trandafirul dăruit este din argint 925 placat cu aur de 24 kt (tulpina și frunzele).

## Întâlnirea cu pelerinii la Iași
Următoarea destinație din itinerarul papei Francisc în România a fost orașul Iași. Suveranul Pontif a ajuns acolo pe 1 iunie, în a doua parte a zilei și a făcut vizite la Palatul Culturii și la Catedrala Sfânta Maria, Regină.
Papa Francisc a fost întâmpinat de 150.000 de pelerini la Catedrala Sfânta Maria, Regină. A dat mâna cu credincioșii, a binecuvântat mai mulți oameni bolnavi și s-a rugat împreună cu cei prezenți.
«Aș vrea să vă dau vouă, tuturor binecuvântarea, exprimându-mi gratitudine pentru că vă aflați aici. Vă mulțumesc pentru că ați venit. Vă mulțumesc pentru că sunteți împreună cu bolnavii voștri, și vouă, bolnavilor, vă mulțumesc pentru că suportați mai departe boala, oferind-o Domnului. Acum, să ne rugăm împreună Maicii Domnului: "Bucură-te, Marie… Și, vă rog să nu uitați să vă rugați pentru mine", le-a spus Papa Francisc tuturor credincioșilor prezenți.
Vizita a continuat cu o întâlnire la Palatul Culturii din Iași. Papa s-a adresat celor aflați în Piața Palatului Culturii, cărora le-a mulțumit pentru primirea călduroasă și i-a îndemnat să se roage pentru copii, în ziua internațională a copiilor.

## Beatificarea episcopilor de la Blaj
În ultima zi a vizitei sale în România, duminică, 2 iunie 2019, Suveranul Pontif a mers la Blaj, unde a beatificat șapte episcopi martiri, care au fost persecutați pentru credința lor în timpul regimului comunist: Valeriu Traian Frențiu, Vasile Aftenie, Ioan Suciu, Tit Liviu Chinezu, Ioan Bălan, Alexandru Rusu și Iuliu Hossu. Aceștia sunt celebrați în fiecare an pe data de 2 iunie.
„Aceste ținuturi cunosc bine ceea ce înseamnă suferința oamenilor atunci când greutatea ideologiei sau a regimului este mai puternică decât viața și se pune deasupra a toate, ca normă a vieții înseși și a credinței persoanelor; când capacitatea de decizie, libertatea și spațiul pentru creativitate este redus și de-a dreptul eliminat. Voi ați suferit din cauza discursurilor și acțiunilor bazate pe discreditare, care duceau până la expulzarea și distrugerea aceluia care nu putea să se apere și reduceau la tăcere vocile disonante, îi avem în minte, în mod deosebit, pe cei șapte episcopi greco-catolici pe care am avut bucuria să-i proclam Fericiți. În fața persecuției aprige din partea regimului ei au dat dovadă de o credință și de o iubire exemplare pentru poporul lor” a spus Papa Francis în mesajul sau.
Papa Francisc s-a întâlnit cu membrii comunității de romi din Blaj cărora le-a cerut iertare, în numele Bisericii Catolice, pentru discriminările la care aceștia au fost supuși de-a lungul timpului. „Îmi cer iertare pentru suferința pe care ați trăit-o, pentru că nu am știut să vă prețuim mai mult și să vă apărăm în diversitatea voastră (...) În fiecare zi avem de ales între a fi Abel sau Cain. Să alegem Calea lui Isus, chiar dacă e mai grea”, a spus Suveranul Pontif.
Papa Francisc a fost întâmpinat de zeci de mii de credincioși, care l-au așteptat pe Câmpia Libertății de la Blaj.

## Placa comemorativă dedicată vizitei Papei Francisc în România
În septembrie 2020 arhiepiscopul mitropolit de București, Aurel Percă, a dezvelit și a binecuvântat, la Catedrala Sfântul Iosif, o placă comemorativă în amintirea vizitei apostolice în România a Papei Francisc. La ceremonie au participat nunțiul apostolic în România, Miguel Maury Buendia, arhiepiscopul Ioan Robu, arhiepiscop mitropolit emerit de București, și episcopul auxiliar Cornel Damian.
„Au rămas vii în mințile și în sufletele noastre momentele vizitei Sfântului Părinte Papa Francisc în România, din zilele de 31 mai - 2 iunie 2019, precum și învățăturile și îndemnurile pe care el ni le-a adresat atunci. Placa comemorativă pe care o dezvelim ne va aminti că Sfântul Părinte Papa Francisc rămâne sufletește împreună cu noi și ne însoțește cu rugăciunea și cu binecuvântarea lui”, a declarat arhiepiscopul Aurel Percă, într-un comunicat de presă.